# Шорга (река, впадает в Зайсан)
Шорга́ (каз. Шорға) или Кандысу́ (выше нижнего течения; устар. Кинды-су; каз. Қандысу) — река в Зайсанском и Тарбагатайском районах Восточно-Казахстанской области Казахстана. Впадает в озеро Зайсан.
Длина реки составляет 127 км. Площадь водосборного бассейна — 2180 км².
Кандысу образуется слиянием рек Шиликбулак и Койши, начинающихся от многочисленных источников в центральной части Чиликтинской долины (Шиликтинской долины) на юго-западе Зайсанского района. Течёт в основном по территории Тарбагатайского района на северо-запад, в нижнем течении смещается к северу. В среднем течении начинает распадаться на сеть арыков. Шорга впадает в озеро Зайсан с южной стороны на высоте 395 м над уровнем моря, северо-восточнее одноимённого села.